# معهد سينتشي الأمازوني للبحوث العلمية
معهد سينتشي الأمازوني للبحوث العلمية (بالإسبانية: Instituto Amazónico de Investigaciones Científicas) هو معهد أبحاث غير ربحي تابع لحكومة كولومبيا. المعهد مكلف بإجراء التحقيقات العلمية في الأمور المتعلقة بغابات الأمازون المطيرة ونهر الأمازون ومنطقة الأمازون في كولومبيا لفهمها وحمايتها بشكل أفضل. كلمة سينتشي هي كلمة في لغة الكويتشوا تعني «قوية» أو «شرسة».